# Bandera de Sant Pere de Vilamajor
La bandera oficial de Sant Pere de Vilamajor és d'origen heràldic i té la següent descripció:
Bandera apaïsada, de proporcions dos d'alt per tres de llarg, verd fosc, amb la clau groga de l'escut d'alçària 5/6 de la del drap, situada al centre de la divisòria entre el primer i el segon terç vertical.
Va ser aprovada el 16 de maig de 2007 i publicada al DOGC l'11 de juny del mateix any amb el número 4091.